# 丹·凯恩
约翰·丹尼尔·凯恩（英語：John Daniel Caine，1968年8月10日—）是美国空军将军和风险投资家，自2025年起担任美国参谋长联席会议主席。曾于2021年至2024年担任中央情报局军事事务副局长。
凯恩于1990年从弗吉尼亚军事学院毕业，并在不久后成为军官，辗转多职，主要担任F-16战隼战斗机飞行员。截至2025年，凯恩已有2800小时飞行经验，并两次前往伊拉克服役。于2016年至2018年担任美国联合特种作战司令部助理司令，后于2018年成为坚定决心行动特别行动特遣队副司令，任职至2019年。2019年至2021年在国防部采购与保障副部长办公室担任特别项目主管。2024年，凯恩退役。
2025年2月，美国总统唐纳德·特朗普解除小查尔斯·Q·布朗参谋长联席会议主席职务，并提名凯恩继任。4月，参议院批准凯恩成为新任参谋长联席会议主席，是首位在提名前军衔未达四星上将或是海军上将以及退役后被提名的参谋长联席会议主席。

## 早年生活与教育
约翰·丹尼尔·凯恩于1968年8月10日出生在埃尔迈拉。就读于德国莱茵兰-普法尔茨州哈恩的哈恩美利坚高中。1990年从弗吉尼亚军事学院毕业，取得了经济学理学学士学位。2005年从美国军事大学毕业，并获得了空战文学硕士学位。

## 职业生涯

### 服役（1990—2024）

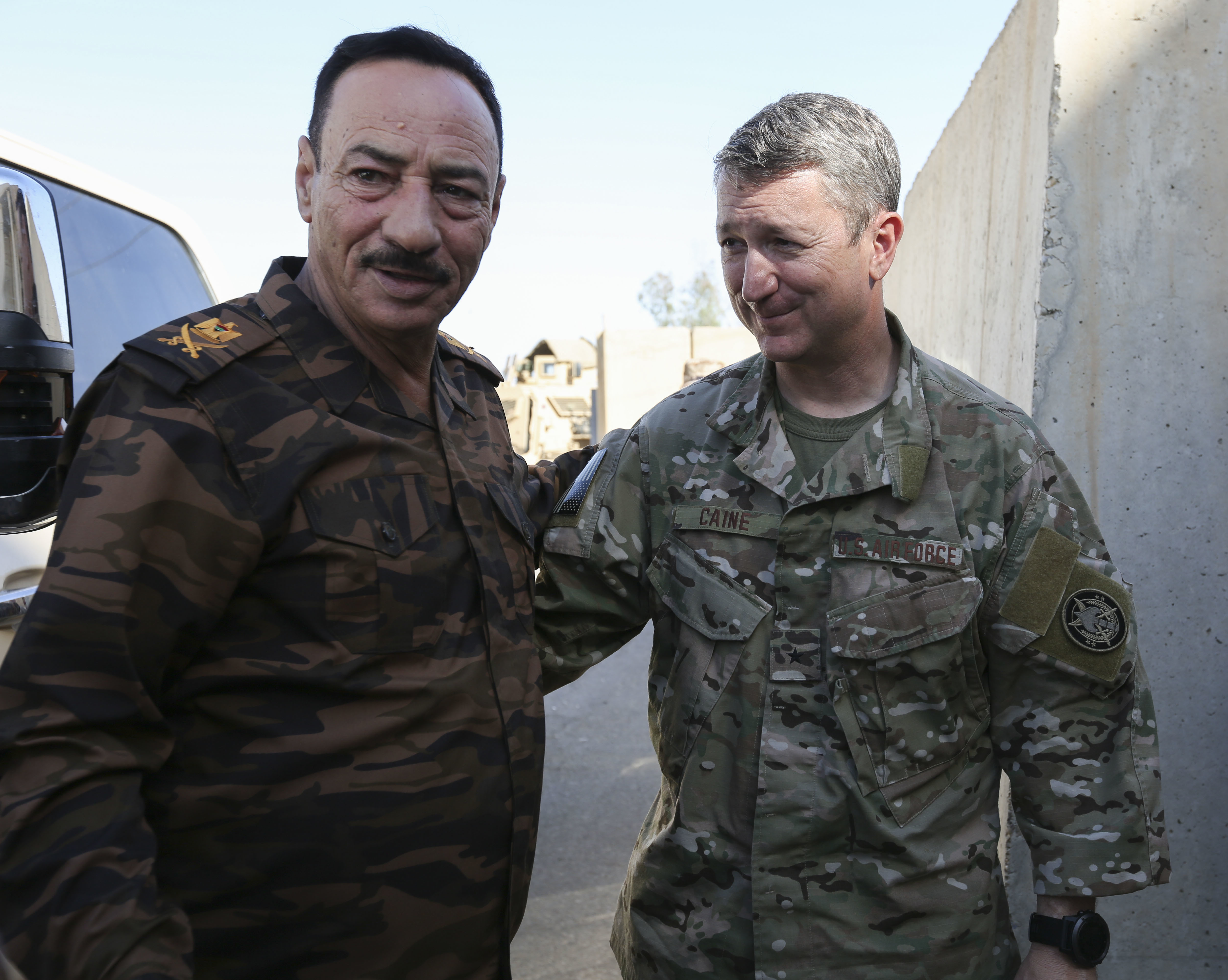
2018年6月，凯恩和伊拉克少将纳吉姆·阿都拉·朱布里在摩苏尔的合照

凯恩在弗吉尼亚军事学院的空军预备役军官训练团服役期间获得少尉军衔，并参与在德克萨斯州谢泼德空军基地举行的欧洲-北约联合喷气式飞机飞行员训练计划，后于1993年12月以优异成绩结束训练。当时空军正进行缩编，因此担心无法从事飞行行业，于是向空军国民警卫队大量投送简历，后被锡拉丘兹的汉考克空军国民警卫队基地招为第138攻击中队F-16战隼战斗机驾驶员，于1994年1月至1998年7月任职。除此之外还负责训练和看管武器。1998年通过函授完成中队军官学校课程，后于1998年7月至1999年1月担任驻扎在马里兰州安德鲁斯空军基地的第121战斗机中队F-16教官飞行员及武器主管。之后，凯恩前往内华达州内利斯空军基地的美国空军武器学校接受进一步F-16训练，并于1999年6月以优异成绩结束教员课程。

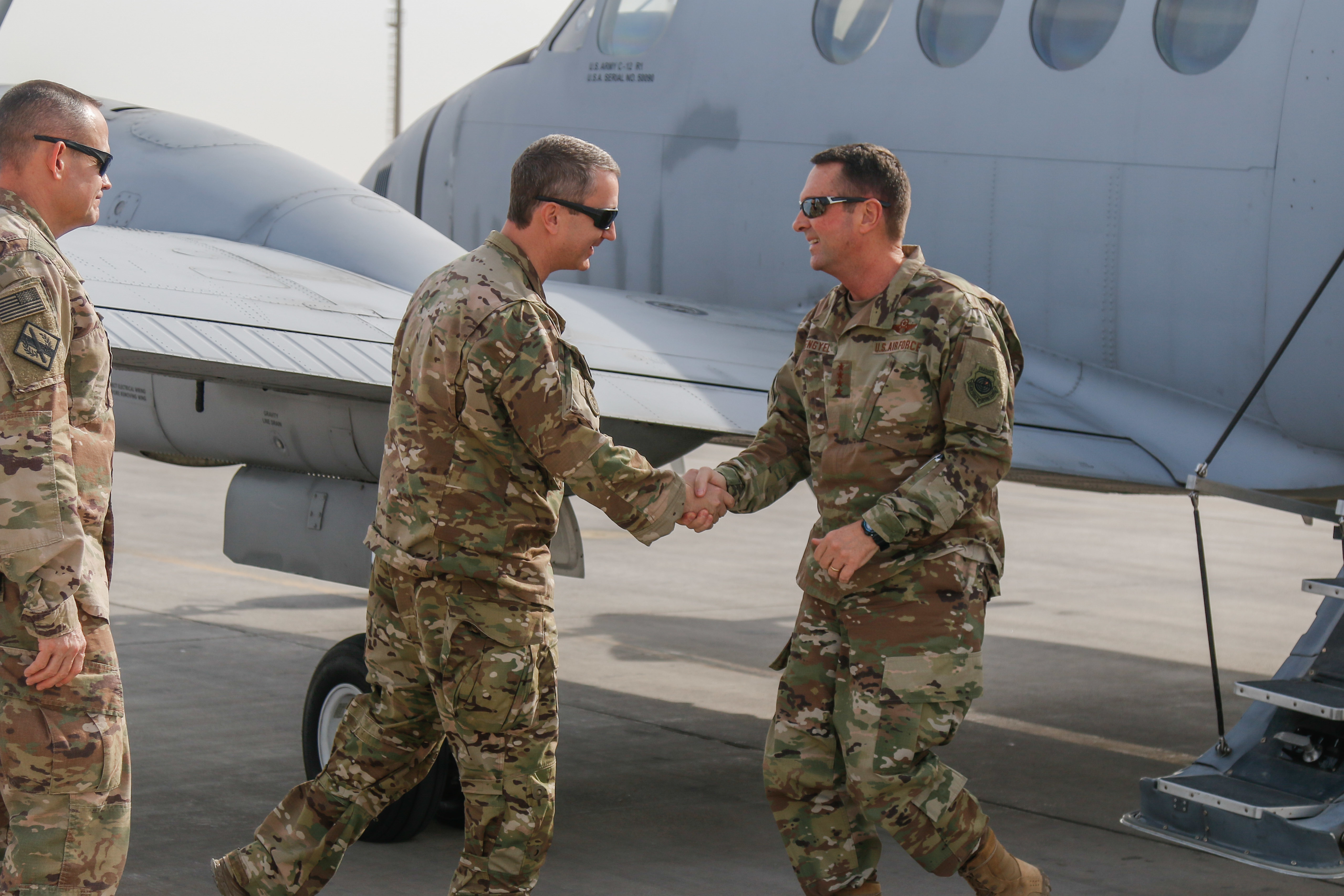
2018年11月21日，凯恩在伊拉克阿萨德空军基地迎接美国国民警卫局局长约瑟夫·L·伦吉尔

毕业后，凯恩回到第121战斗机中队，并官复原职。九一一袭击事件期间，凯恩是负责保卫华盛顿哥伦比亚特区的飞行员之一，职务是第121战斗机中武器与战术主管。2001年11月至2002年2月调往科威特担任第332空中远征联队的武器战术主管。随后来到佛罗里达州麦克迪尔空军基地担任美国中央司令部反飞毛腿飞弹项目军官，任职至2003年1月。伊拉克战争期间，凯恩为美军制定对抗伊拉克复兴党政权飞毛腿飞弹计划。曾任第410空中远征联队的武器战术主管，直至2003年5月调往亚利桑那州图森空军国民警卫队基地担任测试中心作战负责人，任职至2005年8月，并于2004年通过函授完成空军指挥参谋学院课程。2005年进入白宫工作，并在2006年10月至2008年1月担任美国国土安全委员会反恐和战略政策主管。2008年1月至7月重返伊拉克担任联合特种作战特遣队-空中指挥部指挥官。
2008年7月，凯恩回到第121战斗机中队担任飞行教官，同时兼任美国空军特种作战司令部第24特种战术中队的空中联络官，并任职至2010年。2009年至2016年，他还同时在空军国民警卫队服役，并在哥伦比亚特区空军国民警卫队数次担任高职。重回军队后，他于2016年至2018年担任美国特种作战司令部副司令助理和美国联合特种作战司令部助理司令。在此期间，他于2017年完成联合部队参谋学院课程。2018年至2019年，他升职成中央特种作战司令部副司令兼任针对伊拉克和叙利亚复兴党政权境内伊斯兰国的坚定决心行动副指挥官。之后，他于2019年至2021年担任国防部采购与保障副部长办公室特别项目主管。2021年晋升成中将，并在同年成为中央情报局军事事务副局长，任职至2024年12月。他有一个绰号「拉兹·凯恩」（Razin Caine），此绰号源自「raising Cain」，意思是惹事生非，暗指他作风彪悍。截至2025年2月，凯恩已累计150小时的实战飞行经验，其总飞行时数已达2800小时，F-16飞行数则超过100小时。

### 政界与商界（2003年至今）
2005年至2006年，凯恩通过白宫学者成为美国农业部长特别助理，从事2005年飓风卡特里娜灾后应对工作。他还于2006年至2008年担任美国国土安全委员会的反恐政策主管。其空军官方履历称他为「连续的创业者和投资者」。根据领英资料显示，凯恩曾在航天科技公司Voyager Space担任咨询。2025年1月加入风险投资公司Shield Capital。凯恩同时也是Ribbit Capital的合伙人、Thrive Capital顾问和区域性航空公司RISE Air的联合创始人之一。

## 参谋长联席会议主席

### 提名和批准

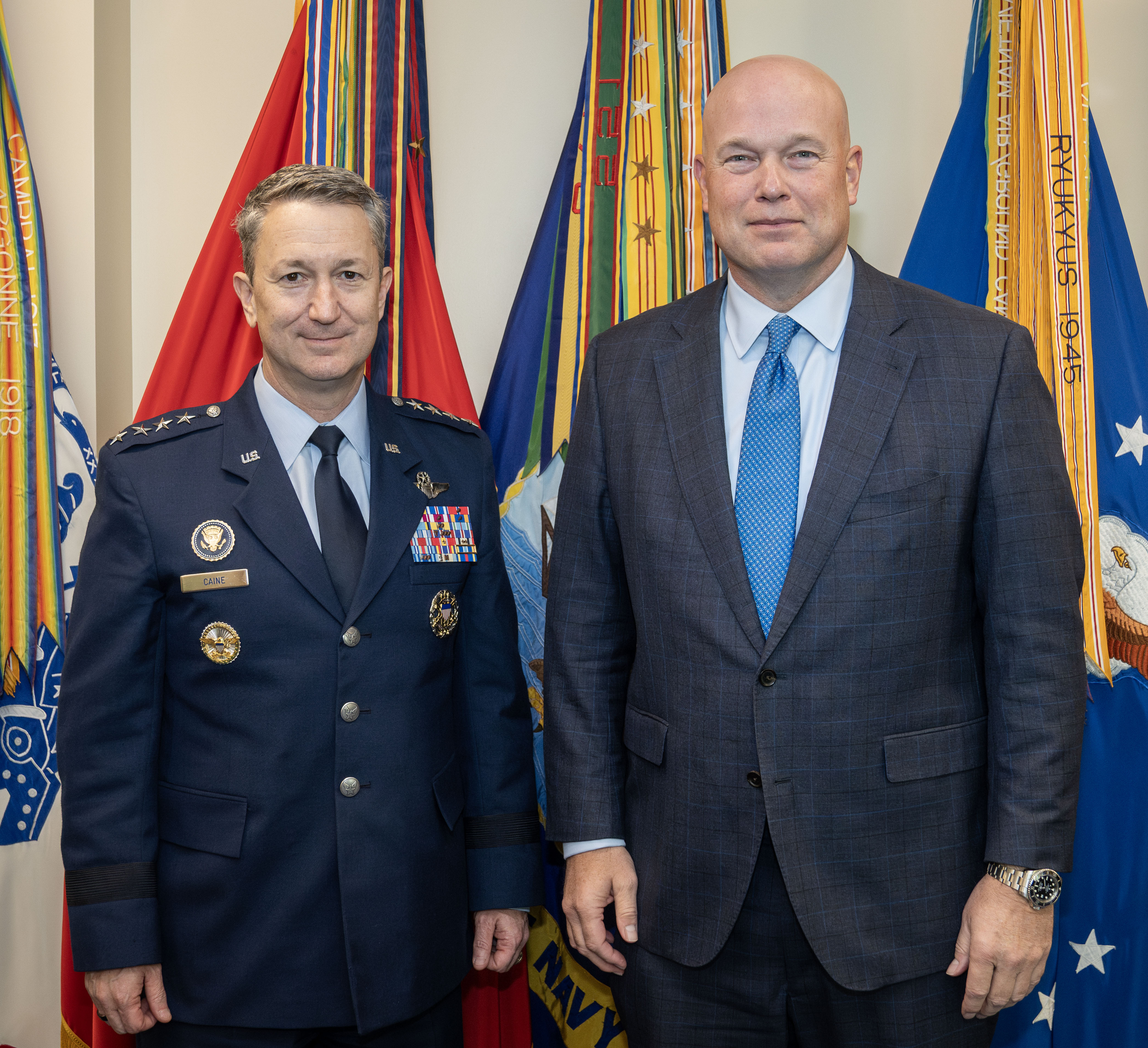
2025年4月17日，凯恩和美国常驻北大西洋公约组织代表马修·惠特克在五角大楼会面

2025年2月21日，总统唐纳德·特朗普解除小查尔斯·Q·布朗的参谋长联席会议主席职务，并提名凯恩接任。特朗普在2019年的保守政治行动会议中表示曾于2018年12月在伊拉克见过凯恩。据特朗普所说，凯恩曾告诉他「我爱你，先生。我认为你很伟大，先生。我可以为你杀人，先生」。他曾表示可在一周内击败伊斯兰国。特朗普宣称凯恩戴过MAGA帽（根据美军规定，现役军人不可佩戴政治服饰。凯恩向助手否认戴过MAGA帽）。根据《纽约时报》的说法，凯恩在被提名前一周会见了总统特朗普和副总统JD·万斯。在布朗被解职后，凯恩和美国中央司令部司令迈克尔·库里拉被列为新参谋长联席会议主席人选。美国法典第10编规定，参谋长联席会议主席人选必须从武装力量常备军种军官中选拔，且仅限曾任作战司令部司令、联合司令部司令、特种司令部司令、参谋长联席会议副主席或六大军种最高军职长官者担任——但若"符合国家利益需要"，此项任职资格可获豁免。

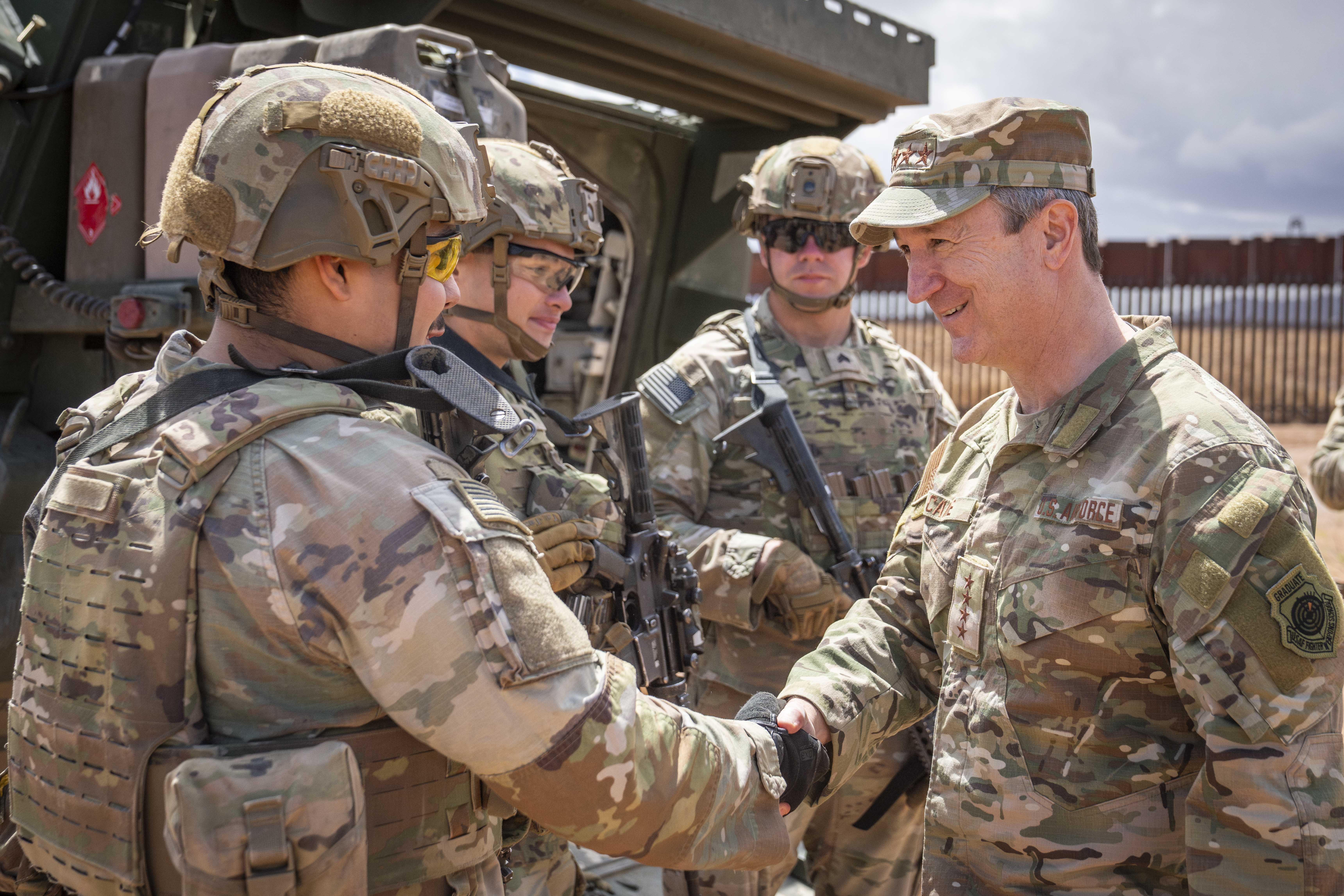
2025年4月，凯恩探望亚利桑那州边防士兵

3月10日，凯恩的参谋长联席会议主席提名被提交至美国参议院。4月1日，美国参议院军事委员会召开听证会。4月8日，军事委员会以23票赞成、4票反对通过提名。4月11日，参议以60票赞成和25票反对批准他成为参谋长联席会议主席。在投票开始前，他晋升成四星上将，并在4月14日宣誓就职。他是首位在提名前军衔未达上将的主席。他是首位在退役状态下上任的主席，也是第二位退役后上任的主席，首位是马克斯维尔·泰勒，但他在上任前一年已重新服役。他是自1997年的休·谢尔顿后首位未在美国参谋长联席会议任职过的主席，也是首位空军国民警卫队出生的主席。

### 任内

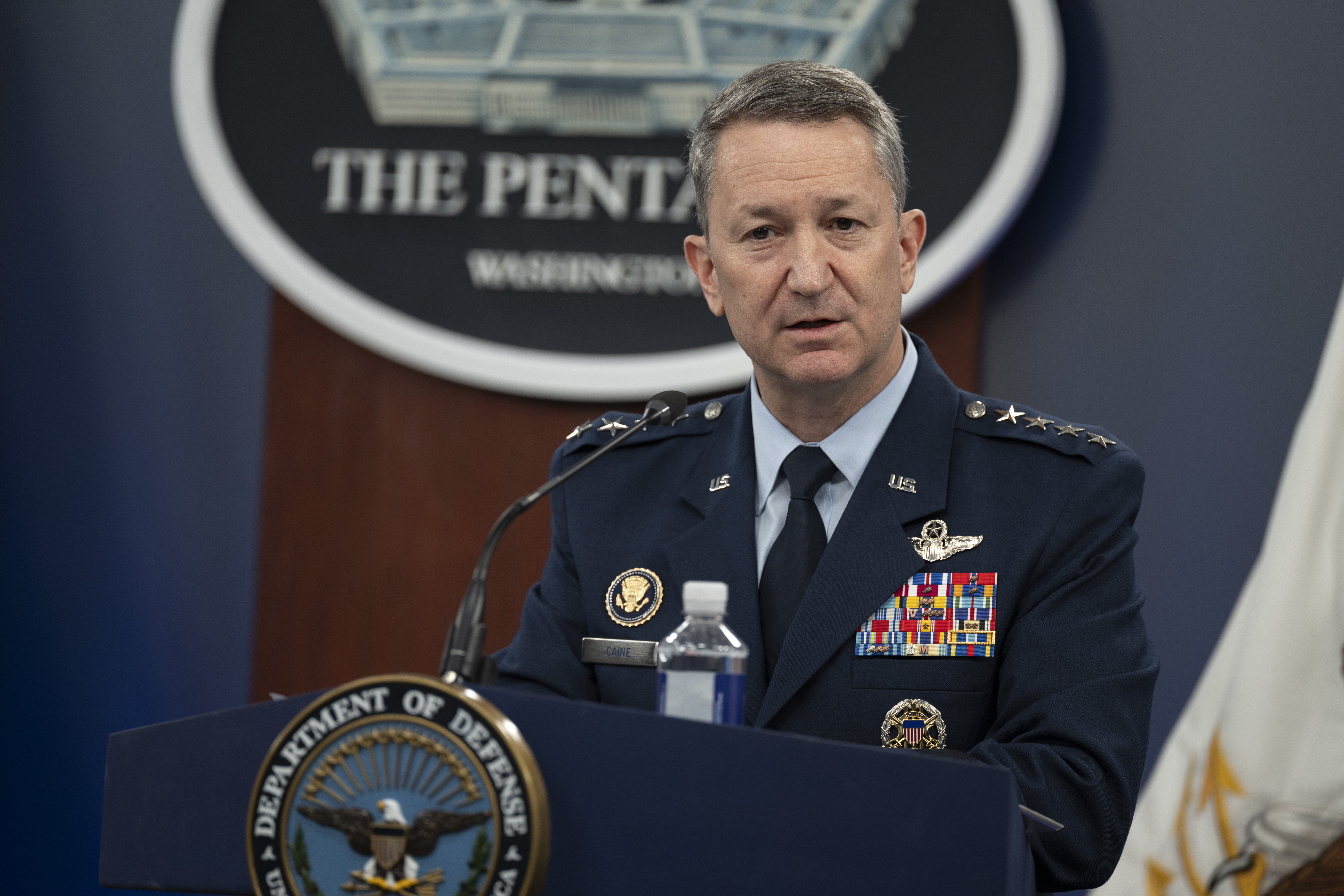
2025年6月22日，伊朗核设施遭空袭后，参谋长联席会议主席丹·凯恩将军发布新闻发布会。

凯恩上任后突访美墨边界，会见了协助美国海关及边境保卫局的美国北方司令部士兵。

## 军衔
凯恩各军衔所获得的日期：
| 徽章 | 军衔     | 日期           |
| ---- | -------- | -------------- |
|      | 上将     | 2025年4月11日  |
|      | 中将     | 2021年11月3日  |
|      | 少将     | 2019年9月9日   |
|      | 准将     | 2016年5月5日   |
|      | 上校     | 2011年1月10日  |
|      | 中校     | 2005年4月8日   |
|      | 少校     | 2000年12月28日 |
|      | 上尉     | 1995年10月10日 |
|      | 一级中尉 | 1993年10月1日  |
|      | 少尉     | 1990年10月1日  |

## 荣誉
以下为凯恩荣誉勋章：
|                                                                             |                                                                                 |                           |  |
|                                                                             |                                                                                 |                           |  |
|                                                                             |                                                                                 | Bronze oak leaf cluster   |  |
|                                                                             | Bronze oak leaf cluster                                                         | Bronze oak leaf cluster   |  |
|                                                                             | Bronze oak leaf cluster · Bronze oak leaf cluster                               |                           |  |
|                                                                             | V · Bronze oak leaf cluster · Bronze oak leaf cluster · Bronze oak leaf cluster |                           |  |
|                                                                             | Bronze star                                                                     | Bronze star · Bronze star |  |
|                                                                             |                                                                                 |                           |  |
| Silver oak leaf cluster · Bronze oak leaf cluster · Bronze oak leaf cluster |                                                                                 |                           |  |

| 飞行员徽章               |                          |                          |                          |                                              |                                              |                                              |                                              |                                   |                                   |                                   |                                   |
| 国防优异服役勋章         | 国防优异服役勋章         | 国防优异服役勋章         | 国防优异服役勋章         | 飞行优异十字勋章                             | 飞行优异十字勋章                             | 飞行优异十字勋章                             | 飞行优异十字勋章                             | 铜星勋章 配备铜橡树叶簇           | 铜星勋章 配备铜橡树叶簇           | 铜星勋章 配备铜橡树叶簇           | 铜星勋章 配备铜橡树叶簇           |
| 国防部军功奖章           | 国防部军功奖章           | 国防部军功奖章           | 国防部军功奖章           | 功绩服务勋章 配备铜橡树叶簇                  | 功绩服务勋章 配备铜橡树叶簇                  | 功绩服务勋章 配备铜橡树叶簇                  | 功绩服务勋章 配备铜橡树叶簇                  | 飞行勋章 配备铜橡树叶簇           | 飞行勋章 配备铜橡树叶簇           | 飞行勋章 配备铜橡树叶簇           | 飞行勋章 配备铜橡树叶簇           |
| 空中成就奖章             | 空中成就奖章             | 空中成就奖章             | 空中成就奖章             | 空军嘉奖奖章 配备两片铜橡树叶簇              | 空军嘉奖奖章 配备两片铜橡树叶簇              | 空军嘉奖奖章 配备两片铜橡树叶簇              | 空军嘉奖奖章 配备两片铜橡树叶簇              | 联合服役成就奖章                  | 联合服役成就奖章                  | 联合服役成就奖章                  | 联合服役成就奖章                  |
| 空军及太空军成就奖章     | 空军及太空军成就奖章     | 空军及太空军成就奖章     | 空军及太空军成就奖章     | 空军及太空军优异奖 配备三枚铜橡树叶簇和V标志 | 空军及太空军优异奖 配备三枚铜橡树叶簇和V标志 | 空军及太空军优异奖 配备三枚铜橡树叶簇和V标志 | 空军及太空军优异奖 配备三枚铜橡树叶簇和V标志 | 航空航天优异奖                    | 航空航天优异奖                    | 航空航天优异奖                    | 航空航天优异奖                    |
| 战备勋章                 | 战备勋章                 | 战备勋章                 | 战备勋章                 | 国防部服役奖章 配备铜服役星章                | 国防部服役奖章 配备铜服役星章                | 国防部服役奖章 配备铜服役星章                | 国防部服役奖章 配备铜服役星章                | 伊拉克参战奖章 配备两枚铜服役星章 | 伊拉克参战奖章 配备两枚铜服役星章 | 伊拉克参战奖章 配备两枚铜服役星章 | 伊拉克参战奖章 配备两枚铜服役星章 |
| 反恐战争远征奖章         | 反恐战争远征奖章         | 反恐战争远征奖章         | 反恐战争远征奖章         | 反恐战争服役奖章                             | 反恐战争服役奖章                             | 反恐战争服役奖章                             | 反恐战争服役奖章                             | 空天远征服务勋带 配有金框         | 空天远征服务勋带 配有金框         | 空天远征服务勋带 配有金框         | 空天远征服务勋带 配有金框         |
| 空军和太空军长期服役略绶 | 空军和太空军长期服役略绶 | 空军和太空军长期服役略绶 | 空军和太空军长期服役略绶 | 武装部队预备役奖章 配备银沙漏和M标志         | 武装部队预备役奖章 配备银沙漏和M标志         | 武装部队预备役奖章 配备银沙漏和M标志         | 武装部队预备役奖章 配备银沙漏和M标志         | 空军及太空军训练丝带              | 空军及太空军训练丝带              | 空军及太空军训练丝带              | 空军及太空军训练丝带              |

## 注脚
1. 1 2 3  Ryan & Lamothe 2025.
2. ↑  Macaulay 2025.
3. 1 2 3 4 5 6 7  Tirpak 2025.
4. ↑  Moriarty 2025.
5. ↑  "Martin-Caine". Daily News-Record.
6. 1 2 3 4 5  Cooper & Schmitt 2025.
7. 1 2 3 4 5 6 7 8 9 10 11 12 13 14  "Biography of Lt. General John D. Caine". National Guard.
8. 1 2  Kim & Bowman 2025.
9. 1 2 3  Ali & Stewart 2025.
10. ↑  Schogol 2025.
11. 1 2  Timotija 2025.
12. ↑  Vanden Brook, Anderson & Winkie 2025.
13. ↑  "Trump fires Gen. Charles Q. Brown as chair of the Joint Chiefs of Staff, other senior officers". CBS News.
14. 1 2 3 4  Vinall 2025.
15. ↑  Harris & Lemire 2025.
16. ↑  Bertrand et al. 2025.
17. 1 2  Youssef 2025.
18. ↑  Vergun 2025.
19. 1 2  Revere 2005.
20. ↑  Treisman 2025.
21. ↑  Losey 2025.
22. 1 2  Schmitt 2025a.
23. 1 2 3 4  Schmitt, Cooper & Swan 2025.
24. ↑  Lamothe & Hauslohner 2025.
25. ↑  LaFraniere & Schmitt 2025.
26. 1 2  Harpley 2025.
27. ↑  Cooper 2025.
28. ↑  deGrandpre 2025.
29. ↑  Baldor 2025.
30. ↑  Schmitt 2025b.
31. ↑  "Biography of General John D. Caine", United States Air Force.

### 文章
- Ali, Idrees; Stewart, Phil. . Reuters. 2025-02-21  [2025-02-22].
- Baldor, Lolita. . Associated Press. 2025-04-14  [2025-04-14].
- Bertrand, Natasha; Britzky, Haley; Liebermann, Oren; Bo Lillis, Katie. . CNN. 2025-02-23  [2025-02-23].
- . CBS News.   [2025-02-22].
- . Daily News-Record. 1992-11-30  [2025-02-22].
- Cooper, Helene; Schmitt, Eric. . The New York Times. 2025-02-21  [2025-02-22].
- Cooper, Helene. . The New York Times. 2025-04-11  [2025-04-10].
- deGrandpre, Andrew. . The Washington Post. 2025-04-11  [2025-04-10].
- Harpley, Unshin Lee. . Air & Space Forces Magazine. 2025-04-09  [2025-04-10].
- Harris, Shane; Lemire, Jonathan. . The Atlantic. 2025-02-22  [2025-02-22].
- Kim, Juliana; Bowman, Tom. . NPR. 2025-02-22  [2025-02-23].
- Moriarty, Dan. . The Post-Standard. 2025-03-04.
- LaFraniere, Sharon; Schmitt, Eric. . The New York Times. 2025-04-01  [2025-04-01].
- Lamothe, Ryan; Hauslohner, Abigail. . The Washington Post. 2025-03-12  [2025-03-12].
- Losey, Stephen. . Air Force Times. 2025-02-21  [2025-02-22].
- Revere, C.T. . Tucson Citizen. 2005-06-10  [2025-02-22].
- Ryan, Missy; Lamothe, Ryan. . The Washington Post. 2025-02-21  [2025-02-27].
- Schmitt, Eric; Cooper, Helene; Swan, Jonathan. . The New York Times. 2025-02-21  [2025-02-22].
- Schmitt, Eric. . The New York Times. 2025-02-23  [2025-02-23].
- Schmitt, Eric. . The New York Times. 2025-04-22  [2025-04-22].
- Schogol, Jeff. . Task&Purpose. 2025-04-11  [2025-04-13].
- Timotija, Filip. . The Hill. 2025-02-22  [2025-02-22].
- Tirpak, John. . Air & Space Forces Magazine. 2025-02-24  [2025-02-27].
- Treisman, Rachel. . NPR. 2025-04-11  [2025-04-11].
- Vanden Brook, Tom; Anderson, Zac; Winkie, Davis. . USA Today. 2025-02-22  [2025-02-22].
- Vergun, David. . U.S. Department of Defense News. 2025-02-26  [2025-02-26].
- Vinall, Frances. . The Washington Post. 2025-02-22  [2025-02-22].
- Youssef, Nancy. . The Wall Street Journal. 2025-02-21  [2025-02-22].
- Macaulay, Catherine. . Breaking Defense. 2025-05-08  [2025-06-22].

### 文档
- . 美国国民警卫队.   [2025-02-25].
- . Biographies. United States Air Force.   [2025-05-14].

## 外部连接
- C-SPAN內的頁面（英文）